# María Capovilla

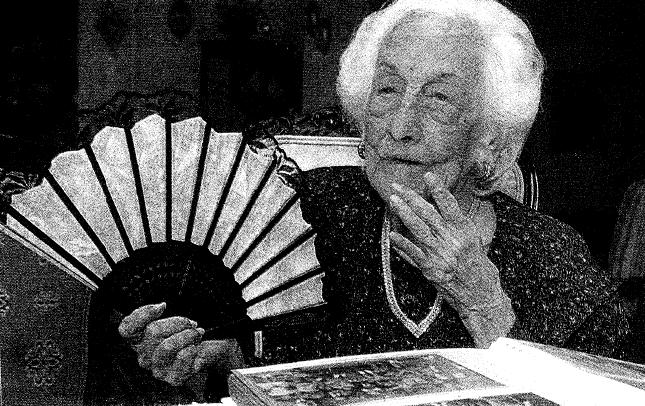
María Esther de Capovilla 2005

María Esther Heredia Lecaro de Capovilla (* 14. September 1889 in Guayaquil, Provinz Guayas; † 27. August 2006 ebenda), bekannt als María Capovilla, war eine ecuadorianische Supercentenarian und ab dem 29. Mai 2004 die älteste lebende Person der Welt. Sie ist der älteste Mensch aus Ecuador und der zweitälteste aus ganz Südamerika.

## Leben
Capovilla wurde 1889 als María Esther Heredia Lecaro in der ecuadorianischen Millionenstadt Guayaquil als Tochter eines Obersts geboren. Sie wuchs in der Oberschicht auf, übte soziale Tätigkeiten aus und bekam Kunstunterricht. Sie rauchte nicht und trank auch keinen hochprozentigen Alkohol. Sie mochte Sticken, Klavierspielen und Tanzen und war, bis zu ihrem Tod, sehr religiös und besuchte jede Woche die Messe.
1917 heiratete sie den 1864 in Pula in Österreich-Ungarn (heute Kroatien) geborenen, also 25 Jahre älteren Offizier und Seemann Antonio Capovilla. Capovilla war ein ethnischer Italiener, der 1894 nach Chile und 1910 schließlich nach Ecuador gezogen war, seine Frau war gestorben. Mit ihm hatte María Capovilla fünf Kinder. Antonio Capovilla starb 1949 im Alter von 85 Jahren.
Mit 100 Jahren starb María Capovilla fast an einer Magenerkrankung, doch nachdem sie die Krankensalbung erhielt, verbesserte sich ihr Zustand und sie überlebte. Mit 116 Jahren sah sie fern, las Zeitung und konnte ohne Stütze gehen, hatte allerdings eine Hilfskraft. In ihren letzten zwei Lebensjahren konnte sie ihr Haus nicht verlassen und lebte mit ihrer ältesten Tochter Hilda und ihrem Schwiegersohn. In einem Interview gab sie an, dass sie es nicht möge, dass heutzutage auch Frauen um Männer warben, und nicht nur andersherum. Ihre Familie führte ihre Langlebigkeit auf ihre innere Ruhe und Gelassenheit sowie das Trinken von Eselsmilch zurück.
Im März 2006 verschlechterte sich Capovillas Gesundheitszustand wieder, und sie war nicht mehr in der Lage, die Zeitung zu lesen. Sie konnte fast nicht mehr reden und nur mit Hilfe von zwei Personen gehen. Sie konnte allerdings in ihrem Stuhl sitzen und sich befächern, und bis zum August blieb ihr Zustand stabil. Ende August bekam sie jedoch eine Lungenentzündung, an der sie am 27. August 2006 im Alter von 116 Jahren und 347 Tagen starb. Sie hinterließ drei ihrer fünf Kinder (Hilda, 81, Irma, 80, und Anibal, 78) sowie zwölf Enkel, zwanzig Urenkel und zwei Ururenkel. Ihr Leben umfasste die Amtszeiten von insgesamt 33 ecuadorianischen Präsidenten.

## Altersrekorde
Die bis dahin älteste bestätigte Südamerikanerin wurde María Capovilla bereits am 30. Dezember 2000 und blieb es, bis Francisca Celsa dos Santos am 3. Oktober 2021 ihr Alter übertraf. Am 3. Dezember 2004 stieg sie in die Liste der zehn ältesten Menschen aller Zeiten ein. Nach dem Tod der Puerto-Ricanerin Ramona Trinidad Iglesias-Jordan am 29. Mai 2004 wurde sie die älteste lebende Person der Welt. Guinness World Records erkannte sie erst am 9. Dezember 2005 an und nahm diesen Titel somit von Elizabeth Bolden und (nach deren Tod) von Hendrikje van Andel-Schipper. Ihre Dokumente seien zweifelsfrei gewesen, sagte Sprecher Sam Knights.
Am 29. Mai 2006 wurde sie die erste Person seit Jeanne Calment, die den Titel zwei Jahre halten konnte; die nächste war ab 2020 Kane Tanaka. Bei ihrem Tod war Capovilla die fünftälteste Person aller Zeiten, heute (Stand Februar 2024) belegt sie Platz 14. Älteste lebende Person der Welt wurde nach ihrem Ableben die US-Amerikanerin Elizabeth Bolden.